# Shauna Rolston
Shauna Rolston (* 31. Januar 1967 in Edmonton/Alberta) ist eine kanadische Cellistin.

## Leben und Wirken
Die Tochter der Pianistin Isobel Moore und des Violinisten Thomas Rolston begann im Alter von zwei Jahren mit dem Cellospiel; ihr erster Lehrer war Claude Kenneson. Vierjährig spielte sie in kammermusikalischer Besetzung mit ihren Eltern, im Alter von sieben Jahren hatte sie ihren ersten Rundfunkauftritt und achtjährig ihr erstes Konzert an der University of Alberta. 
Als sie zwölf Jahre alt war, wurden ihre Eltern Kodirektoren des musikalischen Programms des Banff Centre. Dort hatte Rolston Gelegenheit, mit Musikern wie Zoltán Székely, György Sebők, Luciano Berio, William Primrose, Igor Oistrach und Aldo Parisot aufzutreten und mit Menahem Pressler Aufnahmen einzuspielen.
Sie kam in das Begabtenförderungsprogramm des Banff Centre for the Arts und besuchte Meisterklassen bei Zara Nelsova, János Starker, Tsuyoshi Tsutsumi und Gabriel Magyar. Vierzehnjährig hatte sie am Genfer Konservatorium Unterricht bei Pierre Fournier, danach in Aldeburgh bei William Pleeth, dem Lehrer von Jacqueline du Pré.
1983 debütierte sie mit ihrer Mutter am Klavier in der New Yorker Town Hall mit einem Programm, in dem sie u. a. Violet Archers ihr gewidmete Improvisation für Cello solo aufführte.  1986 begann sie ein Studium an der Yale University bei Aldo Parisot. Sie erwarb dort den Bachelor of Arts in Kunstgeschichte (1991) und den Grad eines Master of Music (1992).
Seit ihrem New Yorker Debüt trat Rolston weltweit bei Konzerten und Festivals auf, u. a. unter den Dirigenten Krzysztof Penderecki, Mario Bernardi, Hans Graf, Andrew Davis, Jukka-Pekka Saraste, Marin Alsop, Pawel Kogan, Andreas Delfs, Keith Lockhart, Kenneth Jean, Uri Mayer, Peter Bay, Samuel Wong, George Hanson, Andrey Boreyko und Yoav Talmi. Daneben arbeitete sie kammermusikalisch u. a. mit dem Gallois Quintett, Menahem Pressler und der Pianistin Heather Schmidt.
Zahlreiche Komponisten widmeten ihr Werke, darunter Kelly-Marie Murphy, Heather Schmidt, Oskar Morawetz, Bruce Mather, Christos Hatzis, Ka Nin Chan, Krzysztof Penderecki, Gavin Bryars, Mark-Anthony Turnage, Rolf Wallin, Augusta Read Thomas, Karen Tanaka und Jean Coulthard. In jüngerer Zeit führte sie Doppelkonzerte von Karen Tanaka, Ronald Royer und Kelly-Marie Murphy, ein Konzert für Cello und Orchester mit Kinderchor von Gary Kulesha und Cellokonzerte von Chris Paul Harman und Larysa Kuzmenko auf.
Seit 1994 ist Rolston Professorin an der Fakultät für Musik der University of Toronto.

## Diskographie
- The Romantic Cello, 1983
- Morawetz, Bruch, Fauré, Dvorak, Bliss, 1991
- Saint-Saëns: Chamber Works, 1994
- Cello Sonatas, 1995
- Elgar and Saint-Saëns: Cello Concertos, 1995
- Intimate Baroque, 1995
- Strauss, Debussy and Barber Sonatas, 1995
- Squeezplay, 1997
- Les Disques SRC Collection, 1999
- Shauna Rolston, Cello, 2001
- This Is the Colour of My Dreams, 2001
- Shauna and Friends, 2004